# Monte San Vigilio
Il monte San Vigilio (Vigiljoch in tedesco, che significa Giogo di Vigilio) è un valico ed una montagna delle Alpi Retiche meridionali alta 1.743 m s.l.m., situati presso Lana. Sulla cima, raggiungibile con la funivia San Vigilio, si trova la chiesa medievale di San Vigilio al Valico.